# خیان
سئوسرنرع خیان (سِ سِ رِ رَ) یا خیان یکی از شاهان دودمان پانزدهم در دوره دوم میانی است.
پاپیروس تورین طول دوره فرمانروایی او را ۳۰ تا ۴۰ سال ذکر می‌کند و تعداد زیادی آثار باستانی با نام او بر جای مانده‌اند. با آنکه طبق شواهد او پسری به نام یاناسی داشته، پس از او آپوپی به تخت نشست. گمان می‌رود آپوپی خائنی بوده که با کودتا بر ضد جانشین شاه و بلافاصله پس از مرگ خیان به تخت رسیده باشد.